# Brigitta Gerber
Brigitta Gerber (* 4. September 1964 in Zürich) ist eine Schweizer Ethnologin, Historikerin und Politikerin (Grünes Bündnis / BastA!).

## Politisches
Brigitta Gerber war von 2002 bis 2017 Mitglied im Grossen Rat des Kantons Basel-Stadt. 2007/2008 war sie Grossratspräsidentin. Ihre Amtszeit endete 2017 nach vier Legislaturperioden. Ihre politischen Schwerpunkte sind Stadtentwicklung, gesamtgesellschaftliche Integration, demokratische Prozesse, Chancengleichheit sowie soziale oder ethnische Diskriminierung. Sie war Mitinitiatorin der «Neuen Bodeninitiative», die am 28. Februar 2016 von 66,88 Prozent der Stimmberechtigten in Basel-Stadt angenommen wurde.

## Leben
Gerber studierte Ethnologie und neuere allgemeine Geschichte an der Universität Basel und in Berkeley. Sie absolvierte ein Nachdiplomstudium am Europainstitut in Basel. Sie promovierte über «Die antirassistische Bewegung in der Schweiz. Organisationen, Netzwerke und Aktionen» bei Georg Kreis. Seit 2003 arbeitet sie als Lehrbeauftragte an den Fachhochschulen Basel und Zürich. 2005 gründete sie das Büro Toleranzkultur.
Gerber ist verheiratet und hat ein Kind.